# Expedición española a Fort St. Joseph (1781)

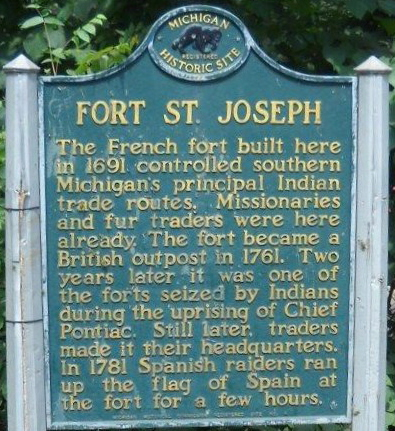
Placa conmemorativa del lugar histórico de Fort St. Joseph, Niles (Míchigan)

## Contexto internacional
Desde el año de la proclamación de la independencia de los Estados Unidos en 1776, España apoyó a los colonos rebeldes con dinero y material, con el fin de debilitar la posición británica en Norteamérica. Ese apoyo pasó a ser efectivo con carácter militar desde la declaración de guerra entre ambas naciones a raíz de la firma del Tratado de Aranjuez en 1779 con Francia, extendiéndose hasta la derrota final de los británicos en 1783.

## Antecedentes
En este contexto bélico internacionalizado de la Guerra de Independencia de los Estados Unidos, el ejército británico empleó Fort St. Joseph (en el actual estado de Michigan) para suministrar a los Potawatomi, Miami y otras naciones indias aliadas en su lucha contra los colonos estadounidenses. En 1780, colonos estadoudidenses de Cahokia (Illinois), liderados por Jean-Baptiste Hamelin y el teniente Thomas Brady, asaltaron el fuerte. El teniente británico Dagreaux Du Quindre encabezó las fuerzas represoras tras el ataque de los colonos, alcanzando a la partida de Hamelin cerca de Petit Fort (actualmente Indiana), infringiéndoles una derrota.

## Expedición española de 1781
Tras la derrota de la partida de Hamelin, dos jefes Milwaukee, El Heturno y Naquiguen, viajaron a la entonces posesión española de San Luis capital de la Alta Luisiana, a orillas del Misisipí el 26 de diciembre de 1780 para informar a las autoridades españolas del ataque fallido de los colonos, y solicitar apoyo para un nuevo ataque. El comandante de San Luis, D. Francisco Cruzat, aceptó la misión, y despachó una partida de 60 voluntarios e indios aliados al mando del capitán de la milicia local D. Eugenio Pouré. 

La expedición viajó remontando los ríos Illinois y Kankakee hasta la actual Dunns Bridge (Indiana), donde torcieron al noreste para dirigirse a Fort St. Joseph.

Antes del ataque, los españoles prometieron a los Potawatomi la mitad del botín si permanecían neutrales. Así, el capitán Pouré tomó al asalto el fuerte por sorpresa el 12 de febrero de 1781 haciendo frente al hielo y la nieve, antes que los defensores ingleses pudieran alcanzar sus armas. De este modo, Pouré reclamó la posición en nombre de España, tomándola bajo su soberanía durante una jornada, distribuyendo el botín entre los indios aliados antes de partir. Dagneau de Quindre llegó al día siguiente a retomar el fuerte, pero desistió de ir en persecución de los asaltantes, por lo que los expedicionarios españoles regresaron a San Luis el 6 de marzo sin incidentes, entregando Pouré a Francisco Cruzat la Union Jack británica. 

Algunos historiadores han descrito el ataque español como una represalia al fallido ataque británico contra San Luis del año anterior (Batalla de San Luis). Cuando Cruzat informó al gobernador de la provincia española de La Luisiana D. Bernardo de Gálvez y Madrid de la expedición, la justificó en la necesidad de aparecer fuertes ante sus aliados nativos e impedir o prevenir ataques británicos contra las colonias españolas al otro lado del Mississippi.
 
Aunque Cruzat trató el asalto como una cuestión unilateral de los indios, lo cierto es que el saqueo y la destrucción de Fort St. Joseph disuadió a los británicos de lanzar más expediciones contra las posesiones españolas en Norteamérica.